# Areticulata
Areticulata is een vlinder van de familie van de dwergmineermotten (Nepticulidae). De wetenschappelijke naam van dit geslacht is voor het eerst voorgesteld door Malcolm John Scoble in een publicatie uit 1983.
Dit geslacht is monotypisch, dat wil zeggen dat het maar één soort heeft namelijk Areticulata leucosideae Scoble, 1983 uit Zuid-Afrika.